# フェレン
フェレン (ドイツ語: Fellen) はドイツ連邦共和国バイエルン州ウンターフランケン行政管区のマイン＝シュペッサルト郡に属す町村（以下、本項では便宜上「町」と記述する）である。

## 地理

### 位置
この町はヴュルツブルク地域のフェラ川沿いに位置している。ヘッセン州とバイエルン州との州境まで約 3 km の位置である。町内の最高地点はヘルマンスコッペの海抜 552 m、最低地点はアウラ川沿いの海抜 205 m である。

### 自治体の構成
フェレンには以下の4つの地区が存在する。
- フェレン
- ヴォーンロート
- レンゲルスブルン
- ノイホーフ

ゲマルクング（登記上の地区区分）は、フェレンとレンゲルスブルンである。

### 隣接する市町村
|                                                 | アウラ・イム・ジングルント                               |                 |
| フレールスバッハタール （マイン＝キンツィヒ郡） |                                                          | ブルクジン      |
| ハウライン*                                     | ルッペルツヒュッテナー・フォルスト* ロール・アム・マイン | ヘルンヴァルト* |

- 地名の後に「*」があるのは市町村に属さない地区を示す。
- 郡名が明記されていない市町村、地区はいずれもマイン＝シュペッサルト郡に属す。

## 地名

### 語源
「フェレン」という地名は、野原を意味する中高ドイツ語 vëlt の複数形に由来する。

### 古い表記
この町は、様々な古地図や史料に以下のような表記で記されている。
- 1244年 Velden
- 1277年 Veldin
- 1338年 Velden
- 1356年 Felden
- 1420年 Fellen

## 歴史

### 自治体形成まで
1244年に初めて文献に記録されているフェレンは、リーネック伯領の一部であったが、1559年にマインツ選帝侯領となり、1673年にノスティッツ伯に売却された。さらに1803年にコロレード＝マンスフェルト伯に売却された。1806年に陪臣化されアシャッフェンブルク侯国に編入され、1814年にバイエルン王国領となった。バイエルンの行政改革に伴う自治体令によって、ヴォーンロート小集落を含む現在の町域となった。

### 行政史
1862年にベツィルクスアムト・ゲミュンデン・アム・マインが設けられ、フェレンもその管理下に置かれた。1872年ベツィルクスアムト・ゲミュンデンはベツィルクスアムト・ロール・アム・マインに統合された。ベツィルクスアムト・ゲミュンデンは、1902年に再び新設された。1939年にドイツ国全土で「ラントクライス」（郡）という名称が使われることとなった。フェレンは、ゲミュンデン・アム・マイン郡の27市町村の1つとなった。ゲミュンデン郡の廃止に伴い、1972年7月1日にフェレンは新設されたミッテルマイン郡に編入された。その10か月後に郡はマイン＝シュペッサルト郡と改名された。

## 住民

### 人口推移
1988年から2018年までの間にこの町の人口は、956人から848人に減少した。減少人数は108人、減少率は 11.3 % であった。

## 行政
この町はブルクジン行政共同体に属している。

### 議会
フェレンの町議会は8議席で構成されている。

### 首長
2009年6月23日からツィータ・バウアー (CSU-Freie Bürger Fellen) が町長を務めている。彼女は2020年3月15日の町長選挙で 80.08 % の票を獲得して、さらに6年の任期を得た。彼女の前任者であるエッケハルト・ヴァイマー (CSU/Freie Wähler) は2008年5月1日から2009年1月23日に亡くなるまで町長を務めた。

### 紋章
図柄: 交互に現れる合計6本の赤と金の横帯が背景。緑の三峰の山から銀色のドングリをつけた銀色のオークの葉が2枚出ている。その上に銀の冠が描かれている。

## 経済と社会資本

### 経済構造
公式統計によれば、2018年時点で働く社会保険支払い義務のある就労者は95人であった。このうち製造業に従事する者は56人、商業・交通業・飲食宿泊業に従事する者は5人であった。また、この町に住む社会保険支払い義務のある就労者は345人であった。さらに2016年の統計では、256 ha の農業用地が存在していた。このうち 217 ha が牧草地/放牧地、農耕地は 12 ha であった。

### 教育
この町には保育園が1園存在する。2019年の園児数は、定員45人に対して38人であった。